# Gravity!!!
Gravity!!! ist ein Jazzalbum von Howard Johnson und seiner Band Gravity. Die im September 1995 in den Clinton Recording Studios, New York City entstandenen Aufnahmen erschienen 1996 auf Verve Records.

## Hintergrund
Der Tubist und Baritonsaxophonist Howard Johnson gründete bereits 1968 sein erstes Tuba-Ensemble in New York, nannte es einige Jahre später Gravity und veröffentlichte mit Gravity!!! sein erstes Album. In seinem Ensemble arbeiteten fünf der Tubisten zuvor im Gil Evans Orchestra, neben Howard Johnson auch Dave Bargeron, Joe Daley, Earl McIntyre und Bob Stewart. Der sechste Tubaspieler von Gravity war Carl Kleinsteuber, in erster Linie ein klassischer Performer. Zu den weiteren Musikern der Session gehören in wechselnden Besetzungen die Tubaisten Marcus Rojas, Tom Malone und Howard Johnsons Tochter Nedra Johnson an der Tuba, des Weiteren der E-Gitarrist George Wadenius, die Pianisten James Williams und Raymond Chew, die Bassisten Melissa Slocum, und Bob Cranshaw, sowie die Schlagzeuger Kenny Washington, Kenwood Dennard und Victor Siehe Yuen.

## Titelliste

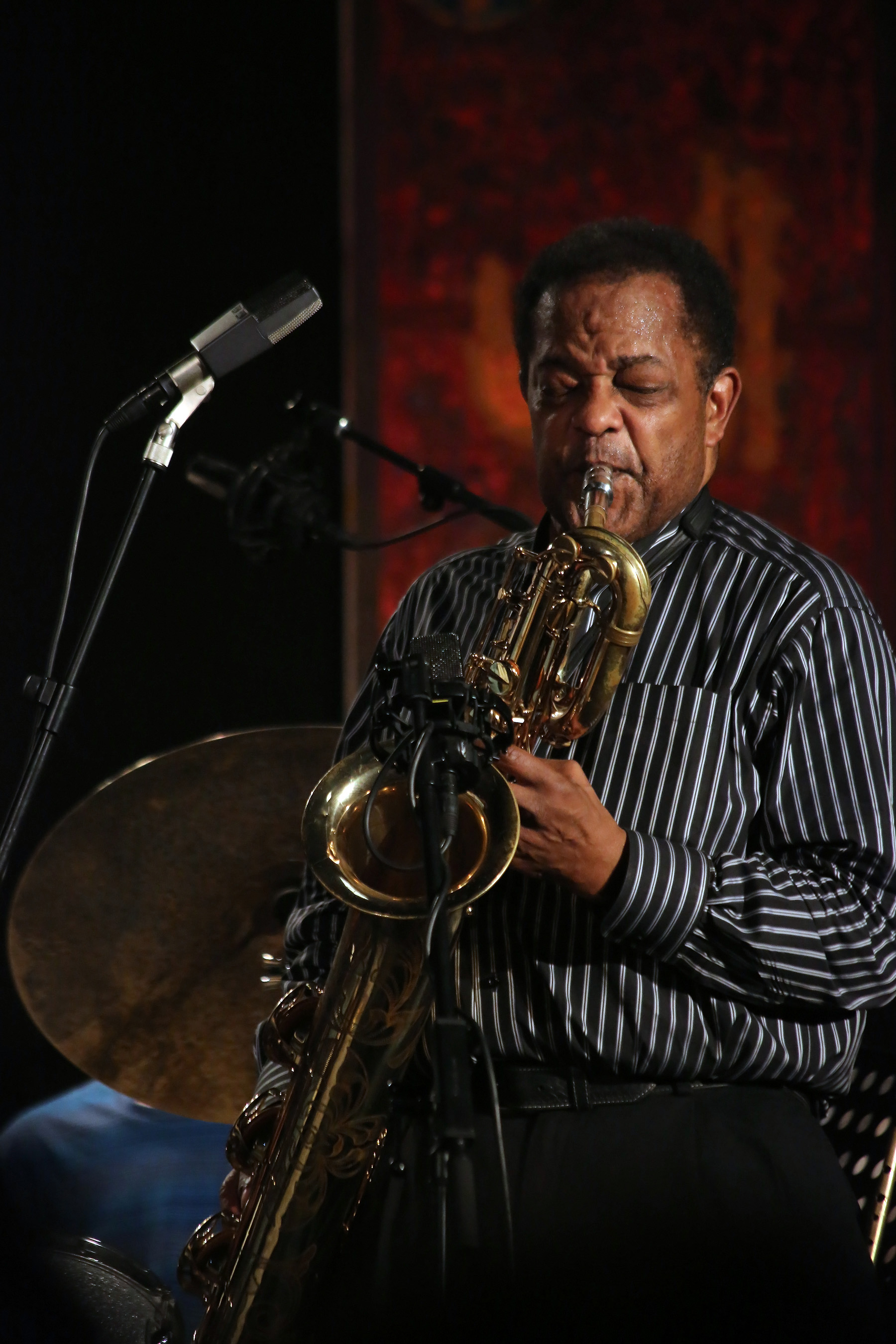
Howard Johnson (INNtöne 2013)

- Howard Johnson & Gravity – Gravity !!! (Verve Records 314 531 021-2, Motor Music 314 531 021-2)[2]
  1. Big Alice (Don Pullen)  9:07
  2. Stolen Moments (Oliver Nelson)  7:53
  3. ’Way ’Cross Georgia (Coleridge-Taylor Perkinson)  5:35
  4. Kelly Blue (Wynton Kelly) 12:13
  5. Be No Evil (Howard Johnson) 3:18
  6. Yesterdays (Jerome Kern, Otto Harbach)  11:08
  7. Here Comes Sonny Man (Howard Johnson) 4:00
  8. Appointment in Ghana (Jackie McLean)  6:00
  9. ’Round Midnight (Thelonious Monk) 4:53
  10. And Then Again … (Kelly Blue - Reprise) (Wynton Kelly) 0:22

## Rezeption
Scott Yanow verlieh dem Album in Allmusic viereinhalb Sterne und schrieb, trotz der Instrumentierung spiele die Gruppe die Musik – die von Don Pullens farbenfrohem „Big Alice“ und zwei von Johnsons Originalkompositionen bis zu Standards wie Stolen Moments, Yesterdays und ’Round Midnight reicht – mit Swing, Kreativität, und mehr Abwechslung, als man erwarten könnte.
Nach Ansicht von Jim Santella, der das Album in All About Jazz rezensierte, spielte jeder der mitwirkenden Tuba-Meister leichtfüßig und habe auch Solo-Parts, die hart swingen, und ihre Individualität zeigten. Bei „Stolen Moments“ verwende Johnson die F-Tuba, die viel höher als das Standardmodell ist und es ihm ermögliche, die bekannten melodischen Passagen zu durchqueren, die normalerweise mit Freddie Hubbard auf Oliver Nelsons Album The Blues and the Abstract Truth von 1961 verbunden seien. Be No Evil wiederum sei ein vom Gospel inspiriertes Stück des Bandleaders, das an den bekannten Rhythmus und Swing von Ray Charles erinnere. Der Pianist Paul Shaffer führe das Stück mit einem mitreißenden Gospel-Refrain ein, und das Tuba-Ensemble unterstütze Howard Johnson auf seinem tiefstimmigen Solo Give Me That Old Time Religion.